# Санлис (округ)
Санлис (фр. Senlis) — округ (фр. Arrondissement) во Франции, один из округов в регионе О-де-Франс. Департамент округа — Уаза. Супрефектура — Санлис.
Население округа на 2018 год составляло 283 517 человек. Плотность населения составляет 210 чел./км². Площадь округа составляет 1352,57 км².

## Состав
Кантоны округа Санлис (после 22 марта 2015 года):
- Крей
- Крепи-ан-Валуа
- Мерю (частично)
- Монтатер (частично)
- Нантёй-ле-Одуэн
- Ножан-сюр-Уаз (частично)
- Пон-Сент-Максанс (частично)
- Санлис
- Шантийи

Кантоны округа Санлис (до 22 марта 2015 года):
- Бес
- Крей-Ножан-сюр-Уаз
- Крей-Сюд
- Крепи-ан-Валуа
- Монтатер
- Нантёй-ле-Одуэн
- Нёйи-ан-Тель
- Пон-Сент-Максанс
- Санлис
- Шантийи